# Poletne olimpijske igre 1900
Poletne olimpijske igre 1900 (uradno Igre II. olimpijade) so potekale leta 1900 v Parizu, Francija. Kljub prizadevanju Grčije, da bi olimpijske igre potekale pri njih, je Mednarodni olimpijski komite odločil, da bodo igre potekale vedno v različnih mestih/državah.
To so bile tudi prve olimpijske igre, na katerih so nastopile ženske.